# Aframax

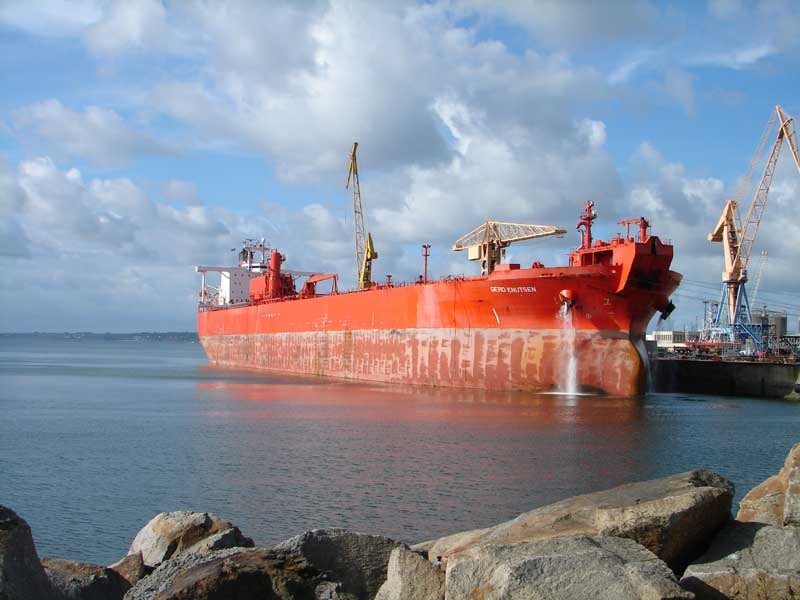
Le pétrolier-navette Gerd Knutsen de taille Aframax, à quai à Brest.

Les navires de taille Aframax sont des pétroliers dont le port en lourd est compris entre 80 000 tonnes et 120 000 tonnes. Le nom provient du système de jauge Average Freight Rate Assessment (AFRA) : les navires Aframax sont les plus grands navires dans ce système de jauge.
Cette classe comprend le gros de la flotte des transporteurs de brut, utilisés dans les bassins de la mer Noire, des Caraïbes, de la mer de Chine orientale et du Sud et de la mer Méditerranée ; pour les plus longs voyages (par exemple depuis le Moyen-Orient vers l'Europe et l'Amérique du Nord, ce sont davantage des navires de type Suezmax et VLCC qui sont employés. Ils sont également utilisés au sein des petits pays producteurs de pétrole, quand les ports sont trop petits pour recevoir de grands superpétroliers.